# Nissa källa
Nissa källa är den plats i Hestra mosse i Månsarps socken i Jönköpings kommun, som redan under medeltid beskrivits som Nissans tillflöde. Den omnämndes omkring 1325 under namnet "Nizærquild" och kartlades detaljerat i september 1745. Den beskrevs därvid som ett ”trint hål, knappt en meter i diameter, vars vatten är närmast en meter djupt och som aldrig tillfryser”. 
Nissa källa ligger norr om Hestra by, 16 kilometer sydväst om Jönköping på en sluttande öppen mosse omkring 290–295 meter över havet, med glesa bestånd av småvuxen tall, dvärgbjörk och skvattram. Mossen är tre kvadratkilometer stor och har intill sen tid till del dikats ut och utnyttjats som Sevdabo torvtäkt. Vid platsen sammanstöter rännilar från nord och nordost. Vattnet rinner därifrån i en rännil eller i en liten bäck söderut, vilken efter en dryg kilometer vänder norrut och så småningom vänder söderut igen, nordost om Västra Jära, alldeles vid riksväg 40.
Efter omkring två och en halv kilometer från Nissa källa har bäcken ansetts vara tillräckligt stor för att anlägga en bykvarn, Ekornahult och Tubbebo kvarn. Kvarnen finns omnämnd 1745.
Jönköpings kommun klassar platsen som varande av naturvårdsklass 2: "värdefulla våtmarker".